# Indice de présence

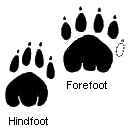
Empreintes de pas du thylacine éteint

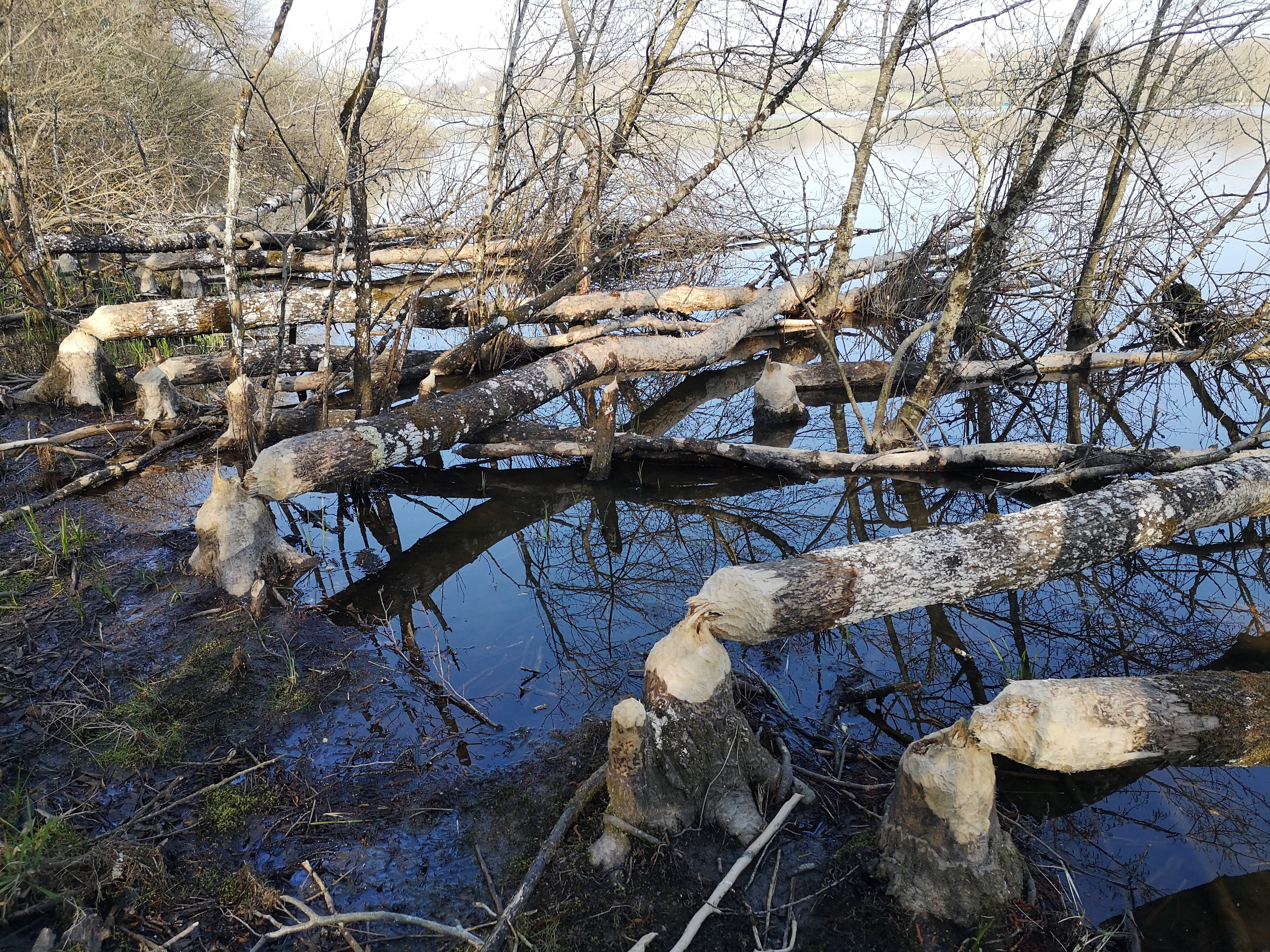
Arbres coupés par des castors d'Europe sur les rives d'un étang de Bourgogne, le 27 mars 2022.

Un indice de présence est une trace ou un ensemble d'empreintes par lesquelles la présence d'une espèce peut être attestée et suivie. Les indices peuvent être des empreintes, des odeurs, des restes de repas, du feuillage cassé ou encore, tous types de bioconstruction. Les indices de présence sont utiles pour étudier la diversité des espèces animales présente dans un espace donné, ou pour déterminer le comportement d'un individu particulier, en particulier dans le but de la chasser ou de l'observer.